# Club Atlético Gimnasia y Esgrima
Maillots
Le Club Atlético Gimnasia y Esgrima est un club de football argentin fondé le 18 mars 1931. Localisé à San Salvador de Jujuy, il est souvent appelé Gimnasia Jujuy.
L'Argentin Matías Módolo est l'entraineur depuis mars 2024.

## Repères historiques
L'Estadio 23 de agosto (La Tacita de Plata) est inauguré le 13 mars 1973.

## Palmarès
- Championnat d'Argentine D2 : 
  - Champion : 1994